# Valea Stanciului
Valea Stanciului – wieś w Rumunii, w okręgu Dolj, w gminie Valea Stanciului. W 2011 roku liczyła 3199 mieszkańców.